# Clasmatocolea navistipula
Clasmatocolea navistipula là một loài Rêu trong họ Geocalycaceae. Loài này được (Stephani) Grolle mô tả khoa học đầu tiên năm 1971.